# Gregory Sedoc
Gregory Sedoc (Amsterdam, 16 oktober 1981) is een Nederlandse oud-hordeloper van Surinaamse afkomst. Het grootste succes van zijn loopbaan haalde hij op 2 maart 2007; op de Europese indoorkampioenschappen in Birmingham won hij de 60 m horden, een honderdste seconde voor landgenoot Marcel van der Westen. Verder nam Sedoc driemaal deel aan de Olympische Spelen. In 2009 vestigde hij het Nederlands record op de 60 m horden indoor. Sedoc is lid van AAC en trainde onder andere op Sportpark Ookmeer (Amsterdam) en in Duitsland.

## Biografie

### Atletiek vanaf zijn zesde
Sedoc is al vanaf zijn zesde lid van AAC. Zijn vader Roy was een succesvol hink-stap-springer. Aanvankelijk leek het verspringen zijn specialiteit te worden, maar na een lange blessureperiode stapte hij over naar de horden. Op zestienjarige leeftijd deed hij tijdens de Jeugd Olympische dagen in Lissabon zijn eerste internationale ervaring op. In 2001 nam hij deel aan de EK voor junioren, in 2002 aan zowel de Europese indoor- als Europese outdoorkampioenschappen en in 2003 aan de wereldindoorkampioenschappen en de WK outdoor. In datzelfde jaar behaalde hij op de 110 m horden een bronzen plak op de EK voor atleten onder 23 jaar. In 2003 en 2004 werd hij Nederlands kampioen op de 60 m horden indoor.
In 2004 nam Sedoc op de 60 m horden deel aan de WK indoor in Boedapest en op de 110 m horden aan de Olympische Spelen in Athene. In beide toernooien strandde hij in de halve finale, in Boedapest met een tijd van 7,66, en in Athene doordat hij ten val kwam, nadat hij eerder in zijn serie in 13,65 als vijfde was geëindigd.

### Europees indoorkampioen in 2007
Het jaar 2007 is het beste jaar geworden uit de atletiekcarrière van Gregory Sedoc. Allereerst werd hij in februari voor de vierde keer nationaal indoorkampioen op de 60 m horden in Gent. Vervolgens was daar in maart de overwinning op hetzelfde nummer in Birmingham. Sedoc was van tevoren wel een plaats in de finale toegedacht, maar zijn Europese titel kwam als een complete verrassing. Overigens was hijzelf in Birmingham de eerste om zijn overwinning te relativeren. ‘We moeten niet overdrijven’, besloot Sedoc meteen ná het volkslied - dat de militair voorzichtig meezong. ‘Olijars viel geblesseerd uit en er waren enkele anderen ook niet aanwezig. Bij de WK en de Spelen staan er weer drie Amerikanen en een paar Cubanen. Dit is pas het begin.’

### Indrukwekkend PR
Vervolgens liep Sedoc eind mei bij zijn eerste de beste outdoor-optreden tijdens de FBK Games in Hengelo op de 110 m horden naar een zeer goede tweede plaats en een uitstekend persoonlijk record van 13,37. Hij kon er na die gedenkwaardige race niet langer omheen, Sedoc behoorde tot de Europese top. ‘Ongelooflijk’, ik moet mijn doelstellingen gaan bijstellen. Vorige week besprak ik nog met mijn trainers dat ik ooit in mijn carrière ongeveer 13,30 zou kunnen lopen. Maar ik heb er gewoon geen woorden voor dat ik dat nu al bijna hier loop!’ Sedoc plaatste zich in één klap voor de WK in Osaka en nomineerde zich voor de Olympische Spelen. ‘Ik weet niet wat mooier is: Europees kampioen worden of dit flikken in eigen land.’

### Voor vierde maal nationaal kampioen
Op 1 juli 2007 bevestigde hij zijn vorm door voor de vierde maal nationaal kampioen te worden op de 110 m horden. Hij won de wedstrijd, waarin zijn belangrijkste concurrenten Marcel van der Westen en Virgil Spier ontbraken, in 13,67. Kort erna dreigde de voorbereiding voor Osaka even te worden verstoord door een virusinfectie. Gregory Sedoc kreeg antibiotica en nam enkele weken gas terug. Na deze terugslag verscheen hij op 29 juli 2007 bij een internationale meeting in Rhede weer voor het eerst aan de start van een 110 m horden. Met een tweede tijd van 13,72 vlak achter de Duitse atleet Jens Wehrman toonde Sedoc aan alweer aardig op de weg terug te zijn. De ultieme vormtest vond ten slotte plaats op 12 augustus bij het RAG-DLV-Gala 2007 in het Duitse Wattenscheid. Gregory Sedoc versloeg daar in 13,43 de sterke Duitser Thomas Blaschek met 0,04 seconde. 13,43 is de tweede tijd die hij ooit liep, na de 13,37 waarmee hij op de FBK Games won. Met de vorm voor Osaka was het nu wel dik in orde.

### WK in Osaka
In Osaka bleef een nieuwe uitschieter, zoals bij de FBK Games in Hengelo, uit. In de serie 110 m horden liep het nog wel naar wens. Gregory Sedoc werd hierin achter Terrence Trammell tweede in 13,48. Zo’n tijd had hij op een groot toernooi nog nooit gelopen. In de halve finale werd hij in 13,58 echter vijfde, niet voldoende om toegelaten te worden tot de finale. Die kans had Gregory van tevoren ook niet erg hoog ingeschat. Maar zijn wens om in elk geval een PR te lopen ging niet in vervulling en dus keerde de AAC-atleet toch enigszins teleurgesteld huiswaarts.

### Team Sedoc
Op 29 september 2007 vond in Amstelveen een unieke gebeurtenis plaats bij het Nederlands kampioenschap 4 x 100 m estafette. Het goud werd met een tijd van 42,59 gewonnen door 'team Sedoc', bestaande uit Gregory Sedoc en zijn broers Valéry, Jermaine en Randy. Vader Roy fungeerde als coach. De prestatie werd gemeld bij het Guinness Book of Records, dat vervolgens zou bekijken of iets dergelijks ooit eerder in de atletiekgeschiedenis was voorgekomen.

### Militaire Spelen 2007
Helemaal aan het eind van het baanseizoen 2007 kwam Gregory Sedoc nogmaals op een groot toernooi in actie: op 18 oktober won hij tijdens de militaire wereldspelen in India op de 110 m horden een bronzen medaille. Ondanks maag- en darmklachten en een lichte hamstringblessure kwam Sedoc in Haiderabad tot een tijd van 13,75. De Chinees Wei Ji won in 13,44 goud, het zilver was voor de Qatarees Mohammed Essa Al-Thawadi.

### Terugval door blessure
Na terugkeer in Nederland bleek echter, dat Gregory Sedoc in India ook nog een breuk in zijn rechtervoet had opgelopen. Deze blessure, tezamen met de hamstringklachten die intussen een chronisch karakter hadden gekregen, zorgden ervoor dat de gehele wintertraining van de inmiddels in Almere woonachtige militair in het water viel. "In februari ben ik pas weer begonnen te dribbelen. Ik heb wel aan mijn kracht en uithoudingsvermogen gewerkt. Wat dat betreft ben ik flink gegroeid. Maar aan specifieke hordetrainingen ben ik nog niet toegekomen", aldus Sedoc op 29 april 2008. Inmiddels was hij van alle blessureperikelen verlost. Maar Sedoc had hierdoor wel zijn doelstellingen voor 2008 moeten bijstellen, al was de opbouw nog steeds gericht op Peking. "Ik weet nu gewoon dat ik me eerst tevreden moet stellen met tijden rond de 13,80. En als ik straks in Hengelo alweer 13,60 op de klokken zet, dan lig ik gewoon op schema. De toeschouwers verwachten wellicht meer van me, maar de voorgeschiedenis maakt dat onmogelijk." Sedoc hoefde echter slechts vormbehoud te tonen. Een tijd van 13,72 zou volstaan, normaal gesproken een formaliteit. Een plaats dicht tegen de finale aan, daartoe achtte hij zich in Peking nog steeds wel in staat. En "als je eenmaal in de halve finale staat, kunnen er gekke dingen gebeuren."

### Voorbereiden voor Peking
Op de FBK Games in Hengelo op 24 mei 2008 bewees Sedoc, dat hij de maand ervoor zijn situatie realistisch had ingeschat. Spectaculair, zoals in 2007, werd zijn optreden op de 110 m horden ditmaal niet. Maar met een tijd van 13,63 en een derde plaats achter Marcel van der Westen en Ryan Wilson kwalificeerde hij zich definitief voor Peking en kon hij zich volgens het eerder uitgestippelde traject in alle rust op de Spelen gaan voorbereiden.
Voor Gregory Sedoc was het nu vooral zaak om wedstrijdritme op te doen en het bereikte niveau langzaam maar zeker te verbeteren. In juni lukte dat redelijk, al geraakte zijn sportbeoefening door het overlijden van zijn oma enkele weken op het tweede plan. "Ik heb twee weken stilgestaan, en alleen maar heen en weer gereden tussen Almere en Rotterdam. Daarom heb ik heel weinig kunnen trainen", aldus Sedoc over die periode. Toch slaagde hij erin om op 29 juni bij wedstrijden in Biberach 13,56 te laten noteren, een teken dat het langzaam maar zeker steeds beter ging.
Op 6 juli gaf Sedoc op de Nederlandse baankampioenschappen in het Amsterdams Olympisch Stadion Marcel van der Westen goed partij, maar moest hij ditmaal in zijn vroegere trainingsmaatje toch zijn meerdere erkennen. Van der Westen won in 13,52, terwijl Sedoc 13,60 liet optekenen. Sinds 2001 had het tweetal op de 110 m horden allebei vier nationale titels gewonnen. Ten slotte kwam Gregory Sedoc op 26 juli tijdens de Open Eindhovense 2008 tot zijn beste tijden. Op de 110 m horden liep hij met 13,45 een baanrecord, om vervolgens op de 100 m tweede te worden achter de Jamaicaan Ryan Shields in 10,58, twee tiende seconde onder zijn persoonlijk record.

### Olympische Spelen Peking 2008
Gregory Sedoc kwam in Peking op de 110 m horden driemaal aan de start. In zijn serie werd hij, na eerst een valse start te hebben veroorzaakt, vierde in 13,50, voldoende voor het halen van de volgende ronde. Een dag later kwam hij in de kwartfinale tot zijn beste prestatie: hij werd derde in 13,43, zijn snelste seizoentijd. Hiermee had Sedoc zijn persoonlijke doel voor dit toernooi, het halen van de halve finale, bereikt.
In de halve finale werd hij zesde in 13,60, mede doordat hij de avond ervoor plotseling koorts had gekregen en een hamstring opspeelde toen hij voor zijn halve finale moest aantreden. Daarmee zat het toernooi er voor Sedoc op, want voor de 4 x 100 m estafetteploeg hoefde hij nooit in actie te komen.

### 2009: Nederlands record indoor
Op 1 februari 2009 bracht Gregory Sedoc in Leipzig in de series van de 60 m horden het Nederlands record van Robin Korving van 7,60 op 7,58. In de finale ging er nogmaals twee honderdste vanaf: 7,56. Op 7 februari stond Sedoc alweer aan de start van de volgende wedstrijd, in Stuttgart, en weer verbetert hij tweemaal het Nederlands record. In de serie werd het 7,54 en in de finale 7,52. Hij werd hiermee in deze sterk bezette wedstrijd vierde. Na de race stond hij vijfde op de wereldranglijst en tweede op de Europese jaarlijst.

### NK en EK indoor 2009
Op de Nederlandse indoorkampioenschappen, weer een week later in het gloednieuwe Omnisportcentrum in Apeldoorn, was hij dan ook veruit favoriet, temeer daar zijn grootste concurrent voor de titel, Marcel van der Westen, vanwege een blessure verstek moest laten gaan. Zonder noemenswaardige tegenstand snelde Gregory Sedoc in Apeldoorn op de 60 m horden naar zijn vijfde nationale indoortitel. Dat hij dit deed in 7,60 was tekenend voor de vorm waarin de AAC-er op dat moment verkeerde.
 Toen hij vervolgens in de laatste week van februari ook nog enkele goede prestaties neerzette bij indoorwedstrijden in Athene en Praag, leek Sedoc optimaal geprepareerd om op de EK indoor in Turijn, begin maart, zijn Europese indoortitel met succes te verdedigen. Dat lukte echter net niet; in de finale werd hij tweede in dezelfde tijd als winnaar Ladji Doucouré, 7,55.

### Met ups en downs naar WK 2009
Na de start van het baanseizoen stelde hij zijn deelname aan de WK in Berlijn al snel zeker. Op 23 mei 2009 liet hij tijdens wedstrijden in Hoorn op de 110 m horden achter winnaar Andy Turner een tijd klokken van 13,49. Hiermee kwam Sedoc, die slechts vormbehoud hoefde te tonen, zelfs onder de WK-limiet van 13,55. Opvallend was dat hij hierna ook nog eens de 100 m won in een PR van 10,41 en al doende volbloedsprinters als Patrick van Luijk en Maarten Heisen achter zich liet.
Tegenslag en goede prestaties wisselden elkaar daarna in de loop van het seizoen af. Bij de FBK Games in Hengelo liep hij op 1 juni tegen een diskwalificatie aan vanwege een valse start, om vervolgens op 11 juni bij de wereldkampioenschappen voor militairen in Sofia op de 110 m horden afgetekend kampioen te worden in 13,47, zijn beste seizoensprestatie tot dat moment. Enkele dagen later ontving hij na de wedstrijden om de Asics Gouden Spike in Leiden de prestatietrofee vanwege zijn overwinning op de 110 m horden in 13,52. De dag erna ging het bij de Golden League ISTAF Meeting in Berlijn weer eens mis. Ingevallen voor Maarten Heisen op de 4 x 100 m estafette, mislukte de wissel tussen Sedoc en Caimin Douglas en haalde de Nederlandse ploeg de finish niet.
Een week later compenseerde hij deze misser door bij de wedstrijd in de First League van het Europees Teamkampioenschap, op 20 en 21 juni 2009 in het Noorse Bergen, op de eerste dag als startloper de ploeg naar een overwinning in 39,04 te stuwen, ruim onder de WK-limiet. De tweede dag kwam hij op zijn favoriete onderdeel, na een botsing met de Hongaarse deelnemer, ten val en werd gediskwalificeerd.
Maar begin juli won hij bij internationale wedstrijden in Madrid de 110 m horden weer in 13,40 en dat was de op-één-na snelste tijd die hij ooit heeft gelopen. Ten slotte haalde hij in het eerste weekend van augustus bij de Nederlandse kampioenschappen in Amsterdam zijn elfde nationale titel op, door de 110 m horden zonder noemenswaardige tegenstand te winnen in 13,55.

### Schorsing in 2011
Gregory Sedoc werd in 2011 voor een jaar geschorst omdat hij zijn where-abouts niet goed had ingevuld, de administratie waarin de atletiekbond kan zien waar een atleet zich bevindt, zodat op elk moment een onverwachte dopingcontrole mogelijk is. Het eerste geval betrof het onvolledig invullen van de gegevens, in beide andere gevallen een verzuim, zodat de atleet tweemaal niet op de plaats werd aangetroffen die hij zelf had genoemd. Omdat volgens de regels driemaal scheepsrecht is, volgde er een schorsing van twee jaar, die later tot een jaar werd teruggebracht, omdat er verder geen aanwijzingen waren van dopinggebruik.

### Olympische Spelen Londen 2012
Sedoc kwalificeerde zich voor de Olympische Zomerspelen 2012 in Londen. Met een tijd van 13,52 plaatste hij zich als derde in zijn serie voor de halve finale. In de halve finale verscheen hij door hamstringklachten aan de start met een dik ingepakt been. Hij moest de strijd al na twee stappen staken

### NK indoor 2015
Gregory Sedoc werd op de 60 meter horden in een tijd van 7,70 voor de zevende keer Nederlands indoorkampioen.
Nadat hij op de EK van 2016 werd uitgeschakeld in de kwalificatieronde met een tegenvallende tijd van 13,92, kondigde hij zijn afscheid aan als topsporter.

### Persoonlijk
Sedoc groeide op in Amsterdam-Zuid met name in gegoede buurt Buitenveldert, Kastelenstraat. Dit deel van de stad was toen nog los van Amsterdam te beschouwen, de Amstelveenlijn zou pas later volgen. Hij volgde de lagere school aan  de Cornelis Krusemanstraat en later De Ark in Buitenveldert. Er volgde een middelbare school in Osdorp. Op zijn 18e verhuisde hij naar Almere (werd daar na de sportloopbaan ereburger). Hij woont met gezin in 2025 al enige jaren in Zoetermeer, maar verlangde terug naar Amsterdam. 

## Defensie & politie
Op 5 juli 2012 schreef minister Hans Hillen van Defensie in een brief aan de Tweede Kamer dat de krijgsmacht onder druk van de bezuinigingen per 1 december van datzelfde jaar zou stoppen met de Defensie Topsport Selectie. Dat betekende voor Sedoc dat hij zijn baan bij Defensie verloor. In 2015 is Sedoc de politieopleiding gaan volgen aan de politieacademie De Yp te Den Haag. Hij volgde hier een speciaal topsportprogramma. Sedoc werkt bij de politie-eenheid Den Haag.

## Invictus Games 2020
Gregory Sedoc was Sportief Directeur van de Invictus Games The Hague 2020 die plaatsvonden van zaterdag 16 tot en met vrijdag 22 april 2022 in het Zuiderpark in Den Haag.

## Trivia
- Gregory Sedoc blijkt ook zeer goed te sprinten op de fiets. In 2007 versloeg hij in het sportprogramma Holland Sport tijdens het fietsspel de coureurs Thomas Dekker en Michael Boogerd.
- In 2018 was Sedoc deelnemer aan het negentiende seizoen van het RTL 5 programma Expeditie Robinson. Hij eindigde op de derde plaats in de finale.[12] In het voorjaar van 2022 was Sedoc na vier jaar te zien in het speciale seizoen Expeditie Robinson: All Stars, waarin oud (halve)finalisten de strijd met elkaar aangingen om de ultieme Robinson te worden.[13] Hij viel ditmaal samen met Kay Nambiar als eerste af en eindigde op een gedeelde zestiende plaats.
- In 2019 was Sedoc deelnemer aan De Slimste Mens. Hij nam het op in de laatste aflevering van het seizoen (vóór de finaleweek) tegen Maurice Lede en Mark Tuitert.
- In 2024 deed Sedoc samen met Dafne Schippers mee aan het televisieprogramma Het Jachtseizoen.
- Als presentator van het tv-programma Sportlab Sedoc onderzoekt hij innovaties en nieuwe technologieën in de sport.
- In de jaren 20 van de 21e eeuw is hij regelmatig te gast bij de sportprogramma's van de Nederlandse Omroep Stichting NOS als analyticus en duiding voor het onderdeel atletiek.

## Kampioenschappen

### Internationale kampioenschappen
| Onderdeel   | Titel                   | Jaar |
| ----------- | ----------------------- | ---- |
| 60 m horden | Europees indoorkampioen | 2007 |

### Nederlandse kampioenschappen
Outdoor
| Onderdeel    | Jaar                               |
| ------------ | ---------------------------------- |
| 110 m horden | 2002, 2003, 2005, 2007, 2009, 2015 |
| verspringen  | 2006                               |

Indoor
| Onderdeel   | Jaar                                     |
| ----------- | ---------------------------------------- |
| 60 m horden | 2003, 2004, 2006, 2007, 2009, 2010, 2015 |

## Persoonlijke records
Outdoor
| Discipline   | Prestatie | Datum            | Plaats    |
| ------------ | --------- | ---------------- | --------- |
| 100 m        | 10,41 s   | 23 mei 2009      | Hoorn     |
| 110 m horden | 13,37 s   | 26 mei 2007      | Hengelo   |
| verspringen  | 7,82 m    | 4 september 2005 | Hilversum |

Indoor
| Discipline  | Prestatie   | Datum            | Plaats    |
| ----------- | ----------- | ---------------- | --------- |
| 50 m horden | 6,52 s      | 10 februari 2009 | Liévin    |
| 60 m horden | 7,52 s (NR) | 7 februari 2009  | Stuttgart |

## Prestatieontwikkeling
| jaar | 110 m horden | 60 m horden |
| ---- | ------------ | ----------- |
| 1999 | 14,49        | -           |
| 2000 | 14,29        | -           |
| 2001 | 14,03        | -           |
| 2002 | 13,79        | 7,76        |
| 2003 | 13,55        | 7,70        |
| 2004 | 13,51        | 7,66        |
| 2005 | 13,57        | 7,70        |
| 2006 | 13,61        | 7,68        |
| 2007 | 13,37        | 7,63        |
| 2008 | 13,43        | -           |
| 2009 | 13,40        | 7,52        |
| 2010 | 13,63        | 7,61        |
| 2011 | 13,39        | 7,66        |
| 2012 | 13,45        | -           |
| 2013 | 13,50        | -           |
| 2014 | 13,55        | 7,67        |
| 2015 | 13,56        | 7,65        |

## Prestaties

### 60 m horden
- 2001:   NK indoor - 7,91 s
- 2002: 7e in ½ fin. EK indoor Wenen - 7,99 s
- 2003:  NK indoor - 7,70 s
- 2003: 6e in ½ fin. WK indoor Birmingham - 7,75 s
- 2004:  NK indoor - 7,73 s
- 2004:  Europese indoor Cup voor landenteams Leipzig - 7,80 s
- 2004: 3e in ½ fin. WK indoor Boedapest - 7,66 s
- 2005: gevallen in ser. EK indoor Madrid - 9,38 s
- 2006:  NK indoor - 7,68 s
- 2006: 3e in ½ fin. WK indoor Moskou - 7,73 s
- 2007:  NK indoor - 7,65 s
- 2007:  EK indoor Birmingham - 7,63 s
- 2009:  NK indoor - 7,60 s
- 2009:  EK indoor Turijn - 7,55 s
- 2010:  NK indoor - 7,65 s
- 2014:  NK indoor – 7,67 s
- 2015:  NK indoor – 7,70 s

### 110 m horden
- 2002:  NK - 13,66 s (+4,1 m/s)
- 2002: DNF in ½ fin. EK München - (serie 13,82 s)
- 2003:  NK - 13,85 s
- 2003:  EK U23 Bydgoszcz - 13,58 s
- 2003:  Europacup B Velenje - 13,72 s
- 2003: 8e in ½ fin. WK - 13,74 s
- 2004:  NK - 13,60 s
- 2004: DNF in ½ fin. OS - (serie 13,65 s)
- 2005:  NK - 13,62 s
- 2005: 4e in serie WK - 14,24 s
- 2006: DQ in serie EK
- 2007:  NK - 13,67 s
- 2007: 5e in ½ fin. WK - 13,58 s
- 2008:  NK - 13,60 s
- 2008: 6e in ½ fin. OS - 13,60 s
- 2009:  NK - 13,55 s
- 2010:  NK - 13,72 s
- 2011:  Gouden Spike - 13,39 s
- 2012: 6e in fin. EK - 13,45 s
- 2012: DNF in ½ fin. OS
- 2013: 8e in ½ fin. WK - 13,54 s (serie 13,50 s)
- 2014: DNS NK (in serie 13,63 s)
- 2015:  NK - 13,77 s (+2,2 m/s)

### verspringen
- 2006:  NK - 7,68 m
- 2006:  Europacup B Thessaloniki - 7,36 m